# Antonio Günther di Oldenburg
Antonio Günther, duca di Oldenburg (Anton-Günther Friedrich August Josias, Herzog von Oldenburg; Lensahn, 16 gennaio 1923 – Harmsdorf, 20 settembre 2014), è stato il capo della famiglia granducale di Oldenburg.

## Biografia

### Infanzia
Antonio-Günther era il primo dei nove figli del granduca ereditario Nicola di Oldenburg e della sua prima moglie, la Principessa Elena di Waldeck e Pyrmont. I suoi nonni paterni erano il granduca Federico Augusto II di Oldenburg e la granduchessa Elisabetta Alessandrine di Meclemburgo-Schwerin e i nonni materni il principe Federico di Waldeck e Pyrmont e della principessa Batilde di Schaumburg-Lippe. Era cugino del principe Wittekind di Waldeck e Pyrmont.

### Carriera militare
Nel 1940 entrò come sottotenente di fanteria della Wehrmacht, venendo assunto nel 1943 nello stato maggiore del generale Fridolin von Senger und Etterlin in Italia, prima in Sicilia poi in Sardegna e in Corsica e nel febbraio del 1945 venne promosso tenente ed assegnato allo stato maggiore del generale Heinrich von Vietinghoff, sempre in Italia e fu presente alla resa delle truppe tedesche a Caserta, il 2 maggio 1945.

### Dopoguerra
Tornato in Germania dopo un anno di prigionia scontato insieme a Vietinghoff a Bolzano, si laureò in economia forestale all'Università di Lubecca nel 1949; conducendo l'attività di agronomo e di insegnante di economia forestale presso le università di Lubecca e di Kiel, coaudiuvò il padre Nicola alla guida del Partito Monarchico dello Stato dell'Oldenburg, il maggiore partito monarchico che sopravvisse alla Repubblica di Weimar e al nazismo e fu per alcuni anni sindaco di Oldenburg, dal 1966 al 1976.

### Matrimonio
Il 7 agosto 1951 sposò a Kreuzwertheim la principessa Ameli di Löwenstein-Wertheim-Freudenberg (nata nel 1923), figlia del principe Udo di Löwenstein-Wertheim-Freudenberg e della contessa Margherita di Castell-Castell; ebbero due figli.

### Impegno politico
Il 3 aprile 1970 successe al padre come capo del casato degli Oldenburg.
Nel 1975, cinque anni dopo la morte del granduca Nicola il Partito Monarchico dello Stato dell'Oldenburg (del quale Antonio-Günther era divenuto capo) venne sciolto e molti dei suoi appartenenti confluirono nel movimento monarchico-conservatore Tradition und Leben, allora retto da Klaus Schlegel. Antonio-Günther perseguì il suo attivismo politico anche grazie allo zio della moglie, il principe Hubertus zu Löwenstein-Wertheim-Freudenberg, scrittore e giornalista di fama, che collaborò con lui e con il figlio Cristiano nella stesura di diversi pamphlet e saggi storici. Antonio Günther è settantatreesimo nella linea di successione al trono britannico, preceduto da Hans-Christian von Wartenberg e dal figlio, il duca Cristiano di Oldenburg.

## Discendenza
Antonio Günther e la principessa Ameli di Löwenstein-Wertheim-Freudenberg ebbero due figli:
- S.A Duchessa Elena Elisabetta Batilde Margherita di Oldenburg (nata il 3 agosto 1953 a Rastede), nubile
- S.A Duca Cristiano Nicola Udo Pietro di Oldenburg (nato il 1º febbraio 1955 a Rastede)[2], sposato con la Contessa Caroline zu Rantzau (nata nel 1952) ed ha figli: 
  - Duca Alexander Paul Hans-Caspar Andres Carl Philippe di Oldenburg (1990)
  - Duca Philipp Kostantin Wittekind Raimund Clemens Hans-Heinrich di Oldenburg (1991)
  - Duca Anton Friedrich Ludwig Jan Vincent di Oldenburg (1993)
  - Duchessa Katharine Bibiane Edwina Isabell di Oldenburg (1997)

## Ascendenza
|                                            |                                       |                                                    | Genitori                               |  |  | Nonni |  |  | Bisnonni                         |  |  | Trisnonni                      |  |
|                                            |                                       |                                                    |                                        |  |  |       |  |  | Pietro II, Granduca di Oldenburg |  |  | Augusto, Granduca di Oldenburg |  |
|                                            |                                       |                                                    |                                        |  |  |       |  |  | Pietro II, Granduca di Oldenburg |  |  | Augusto, Granduca di Oldenburg |  |
|                                            |                                       | Principessa Ida di Anhalt-Bernburg-Schaumburg-Hoym |                                        |  |  |       |  |  | Pietro II, Granduca di Oldenburg |  |  |                                |  |
| Federico Augusto II, Granduca di Oldenburg |                                       |                                                    |                                        |  |  |       |  |  | Pietro II, Granduca di Oldenburg |  |  |                                |  |
|                                            |                                       | Principessa Elisabetta di Sassonia-Altenburg       | Giuseppe, Duca di Sassonia-Altenburg   |  |  |       |  |  |                                  |  |  |                                |  |
|                                            |                                       | Principessa Elisabetta di Sassonia-Altenburg       | Giuseppe, Duca di Sassonia-Altenburg   |  |  |       |  |  |                                  |  |  |                                |  |
|                                            |                                       | Principessa Elisabetta di Sassonia-Altenburg       | Duchessa Amalia di Württemberg         |  |  |       |  |  |                                  |  |  |                                |  |
| Nicola di Oldenburg                        |                                       | Principessa Elisabetta di Sassonia-Altenburg       |                                        |  |  |       |  |  |                                  |  |  |                                |  |
|                                            |                                       | Federico Francesco II di Meclemburgo-Schwerin      | Paolo Federico di Meclemburgo-Schwerin |  |  |       |  |  |                                  |  |  |                                |  |
|                                            |                                       | Federico Francesco II di Meclemburgo-Schwerin      | Paolo Federico di Meclemburgo-Schwerin |  |  |       |  |  |                                  |  |  |                                |  |
|                                            |                                       | Federico Francesco II di Meclemburgo-Schwerin      | Alessandrina di Prussia                |  |  |       |  |  |                                  |  |  |                                |  |
| Elisabetta di Meclemburgo-Schwerin         |                                       | Federico Francesco II di Meclemburgo-Schwerin      |                                        |  |  |       |  |  |                                  |  |  |                                |  |
|                                            |                                       | Maria di Schwarzburg-Rudolstadt                    | Adolfo di Schwarzburg-Rudolstadt       |  |  |       |  |  |                                  |  |  |                                |  |
|                                            |                                       | Maria di Schwarzburg-Rudolstadt                    | Adolfo di Schwarzburg-Rudolstadt       |  |  |       |  |  |                                  |  |  |                                |  |
|                                            |                                       | Maria di Schwarzburg-Rudolstadt                    | Matilde di Schönburg-Waldenburg        |  |  |       |  |  |                                  |  |  |                                |  |
| Antonio Günther di Oldenburg               |                                       | Maria di Schwarzburg-Rudolstadt                    |                                        |  |  |       |  |  |                                  |  |  |                                |  |
|                                            | Giorgio Vittorio di Waldeck e Pyrmont | Giorgio II di Waldeck e Pyrmont                    |                                        |  |  |       |  |  |                                  |  |  |                                |  |
|                                            | Giorgio Vittorio di Waldeck e Pyrmont | Giorgio II di Waldeck e Pyrmont                    |                                        |  |  |       |  |  |                                  |  |  |                                |  |
|                                            | Giorgio Vittorio di Waldeck e Pyrmont | Emma di Anhalt-Bernburg-Schaumburg-Hoym            |                                        |  |  |       |  |  |                                  |  |  |                                |  |
| Federico di Waldeck e Pyrmont              | Giorgio Vittorio di Waldeck e Pyrmont |                                                    |                                        |  |  |       |  |  |                                  |  |  |                                |  |
|                                            |                                       | Elena di Nassau                                    | Guglielmo di Nassau                    |  |  |       |  |  |                                  |  |  |                                |  |
|                                            |                                       | Elena di Nassau                                    | Guglielmo di Nassau                    |  |  |       |  |  |                                  |  |  |                                |  |
|                                            |                                       | Elena di Nassau                                    | Paolina di Württemberg                 |  |  |       |  |  |                                  |  |  |                                |  |
| Elena di Waldeck e Pyrmont                 |                                       | Elena di Nassau                                    |                                        |  |  |       |  |  |                                  |  |  |                                |  |
|                                            |                                       | Guglielmo di Schaumburg-Lippe                      | Giorgio Guglielmo di Schaumburg-Lippe  |  |  |       |  |  |                                  |  |  |                                |  |
|                                            |                                       | Guglielmo di Schaumburg-Lippe                      | Giorgio Guglielmo di Schaumburg-Lippe  |  |  |       |  |  |                                  |  |  |                                |  |
|                                            |                                       | Guglielmo di Schaumburg-Lippe                      | Ida di Waldeck e Pyrmont               |  |  |       |  |  |                                  |  |  |                                |  |
| Batilde di Schaumburg-Lippe                |                                       | Guglielmo di Schaumburg-Lippe                      |                                        |  |  |       |  |  |                                  |  |  |                                |  |
|                                            |                                       | Batilde di Anhalt-Dessau                           | Federico Augusto di Anhalt-Dessau      |  |  |       |  |  |                                  |  |  |                                |  |
|                                            |                                       | Batilde di Anhalt-Dessau                           | Federico Augusto di Anhalt-Dessau      |  |  |       |  |  |                                  |  |  |                                |  |
|                                            |                                       | Batilde di Anhalt-Dessau                           | Maria Luisa Carlotta d'Assia-Kassel    |  |  |       |  |  |                                  |  |  |                                |  |
|                                            |                                       | Batilde di Anhalt-Dessau                           |                                        |  |  |       |  |  |                                  |  |  |                                |  |

## Titoli e trattamento
- 16 gennaio 1923 – 24 febbraio 1931 Sua Altezza Duca Antonio Günther di Oldenburg
- 24 febbraio 1931 – 3 aprile 1970: Sua Altezza Reale Duca Antonio-Günther di Oldenburg
- 3 aprile 1970– 20 settembre 2014: Sua Altezza Reale Il Duca di Oldenburg